# Bassin Georgina
 (juin 2024).
Le bassin Georgina est un vaste bassin sédimentaire intracratonique (environ 330 000 km2) du centre et du nord de l'Australie, situé principalement dans le Territoire du Nord et en partie dans le Queensland. Il doit son nom à la rivière Georgina qui draine une partie du bassin. Le dépôt de roches sédimentaires marines et non marines sur une longueur allant jusqu'à environ 4 km s'est déroulé du Néoprotérozoïque à la fin du Paléozoïque (environ 850-350 Ma). Avec d'autres bassins sédimentaires voisins d'âge similaire (bassin Amadeus, bassin Officer), on pense que le bassin Georgina faisait autrefois partie de l'hypothétique superbassin centralien, qui a été fragmenté lors d'épisodes d'activité tectonique.

## Ressources naturelles
Le bassin possède des ressources de gaz et de pétrole,,.